# 결투 재판

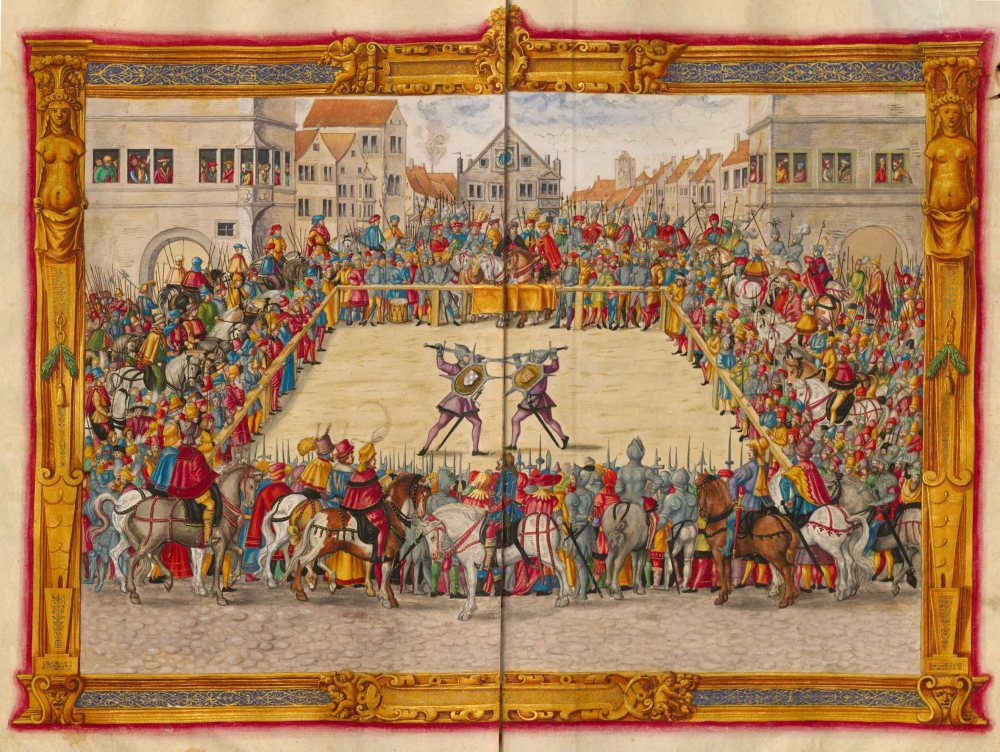
1409년 아우크스부르크의 결투 재판 그림

결투 재판 (trial by combat 또는 trial by battle)은 증인이나 증거가 부족한 고소 사건을 해결하기 위해서 두 당사자가 결투를 통하여 사건을 해결하는 게르만법의 한 방법이다. 결투에서 승리한 자가 무죄가 되고, 패한 자가 유죄가 된다. 본질적으로, 결투 재판은 합법적으로 인가된 결투이다. 결투 재판은 중세 유럽 시대에 널리 사용되었지만, 16세기 이후 점차적으로 사라져갔다. 영문 위키에 의하면 영국은 결투 재판을 금지하려는 법안이 17세기부터 시도되었고 일부 국가들은 불법으로 인정했어도 비합법적인 방법으로 상당히 활용되었다. 대표적으로 이탈리아는 불법이었으나 19세기까지도 관습적으로 결투 재판을 했다고 한다.

## 같이 보기
- 시련 재판
- 배심 재판